# 伊坂南
伊坂南（いさかみなみ）は、埼玉県久喜市の町丁。現行行政地名は伊坂南一丁目から伊坂南三丁目。住居表示未実施地区。郵便番号は349-1128。

## 地理
埼玉県北東部、久喜市北東部（栗橋地区〈旧栗橋町〉北部）に位置する。北側から東側にかけて久喜市伊坂中央に、東端で久喜市伊坂に、南東側から南側にかけて久喜市松永に、南西側から北西側にかけて加須市北下新井に隣接する。このほか、伊坂南一丁目の南部には、伊坂と松永が食い込んでいる箇所がある。東日本旅客鉄道（JR東日本）宇都宮線・東武日光線の栗橋駅西口に位置し、土地区画整理事業により都市基盤整備が行われた。全域が市街化区域に指定されている。

### 河川
- 稲荷木落排水路（稲荷木排水路）
- 島中幹線用水路（島中領用水路）

## 歴史
- 2022年（令和4年）3月19日：前日に栗橋駅西（栗橋地区）土地区画整理事業の換地処分が公告された[8]ことに伴い、施行区域で町名地番変更が行われ、伊坂および松永の各一部から伊坂南一丁目 - 三丁目が成立[9][10][11]。

## 世帯数と人口
2023年（令和5年）4月1日時点の世帯数と人口は、以下のとおりである。
| 丁目         | 世帯数  | 人口    |
| ------------ | ------- | ------- |
| 伊坂南一丁目 | 220世帯 | 553人   |
| 伊坂南二丁目 | 146世帯 | 390人   |
| 伊坂南三丁目 | 382世帯 | 942人   |
| 計           | 748世帯 | 1,885人 |

## 小・中学校の学区
市立小・中学校に通う場合、学区（校区）は以下のとおりとなる。
| 丁目         | 区域 | 小学校             | 中学校               |
| ------------ | ---- | ------------------ | -------------------- |
| 伊坂南一丁目 | 全域 | 久喜市立栗橋小学校 | 久喜市立栗橋東中学校 |
| 伊坂南二丁目 | 全域 | 久喜市立栗橋小学校 | 久喜市立栗橋東中学校 |
| 伊坂南三丁目 | 全域 | 久喜市立栗橋小学校 | 久喜市立栗橋東中学校 |

## 交通

### 鉄道
地内に鉄道路線は通っていない。最寄り駅は、全域が東日本旅客鉄道（JR東日本）宇都宮線・東武日光線の栗橋駅である。

### 路線バス
地内に路線バスは運行されていない。

### 道路
地内に国道、主要地方道および一般県道は通っていない。
- 栗橋大利根加須線
- 伊坂松永線
- 伊坂北下新井線

## 施設
伊坂南一丁目
施設は特にない。
伊坂南二丁目
- 子育て支援センター（森のひろば）
- 外野公園
- 栗橋さくら幼稚園
- 埼玉県立栗橋北彩高等学校

伊坂南三丁目
- 東埼玉教会